# Bibliothèque de l'Assemblée nationale (Paris)
Pour les articles homonymes, voir Bibliothèque de l'Assemblée nationale.

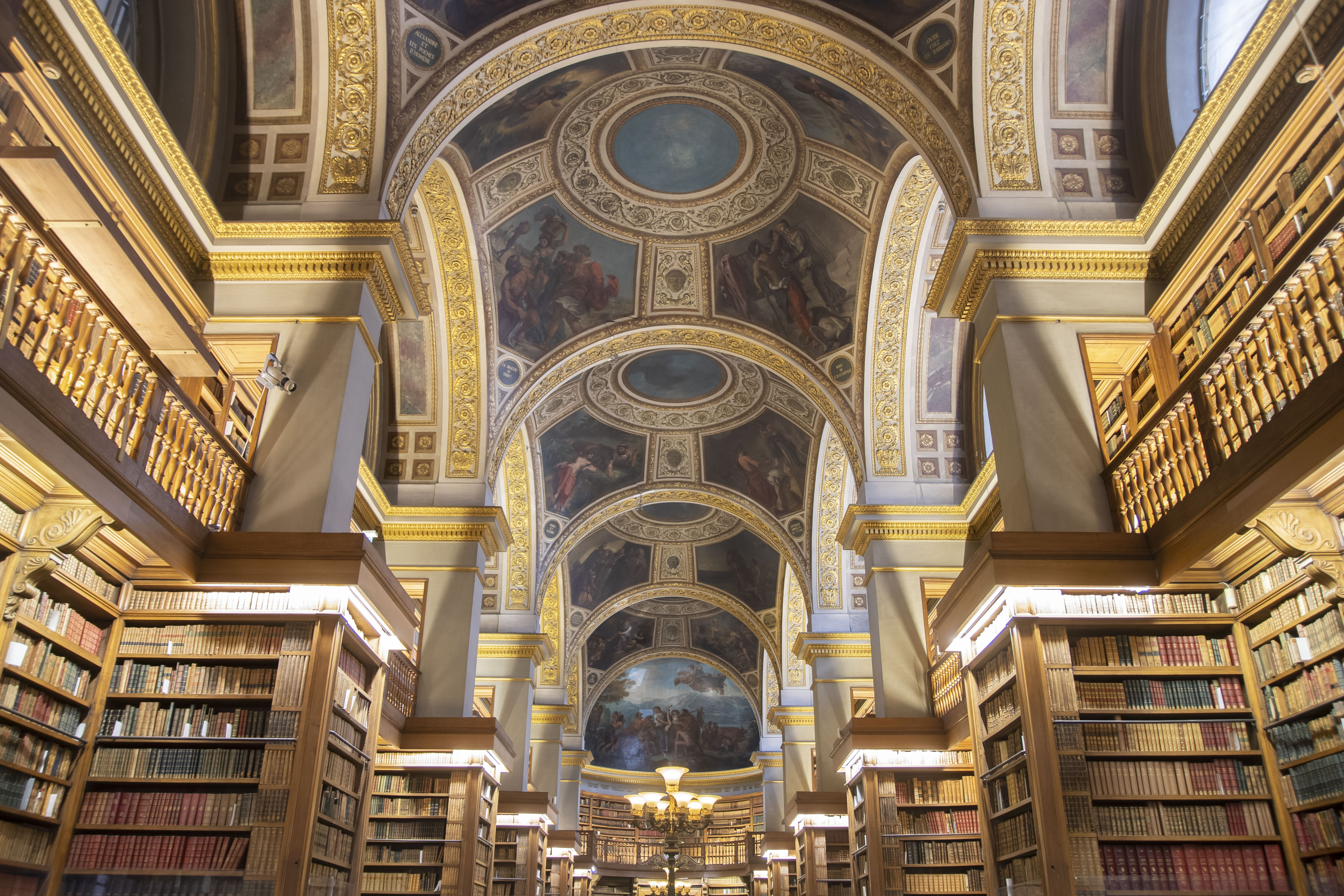
Vue générale de la bibliothèque en 2012, avant restauration.

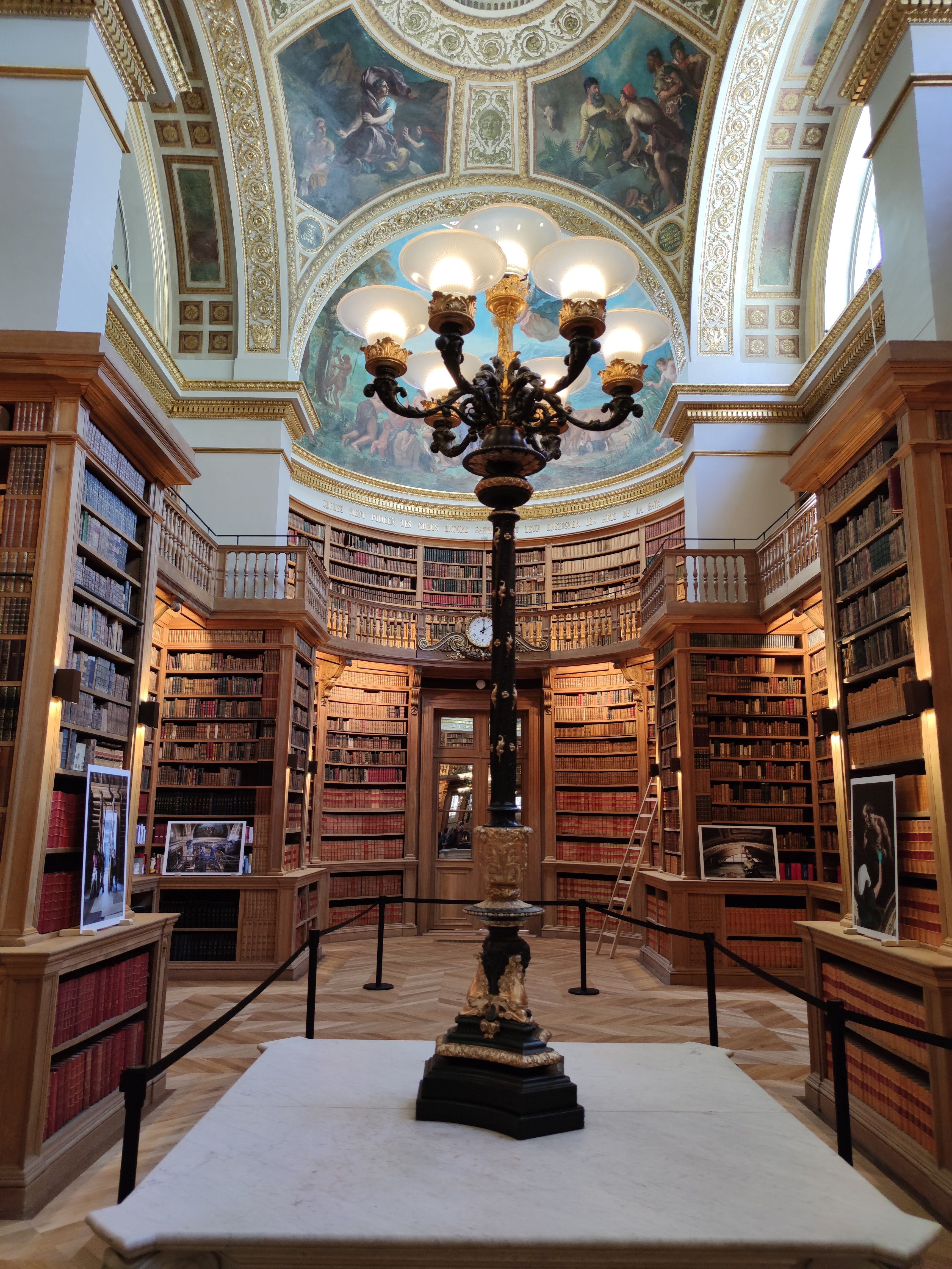
Vue générale de la bibliothèque en 2025, après restauration.

La bibliothèque de l'Assemblée nationale à Paris est une bibliothèque parlementaire comme la bibliothèque du Sénat. Elle se situe à Paris, au Palais Bourbon où siège l'Assemblée nationale française. La principale raison d'être d'une bibliothèque parlementaire est de répondre aux besoins et aux intérêts intellectuels ou professionnels des hommes et des femmes politiques.
La bibliothèque de l'Assemblée nationale possède des collections d'ouvrages et des trésors d'archives remarquables, mais leur consultation est réservée aux parlementaires, aux collaborateurs de députés et des groupes politiques, aux personnels de l’Assemblée nationale, aux chercheurset au public dans certaines conditions.
Après un an d’une méticuleuse restauration, la bibliothèque ouvre ses portes au grand public, pour la première fois de son histoire, en avril 2025,,.

## Histoire

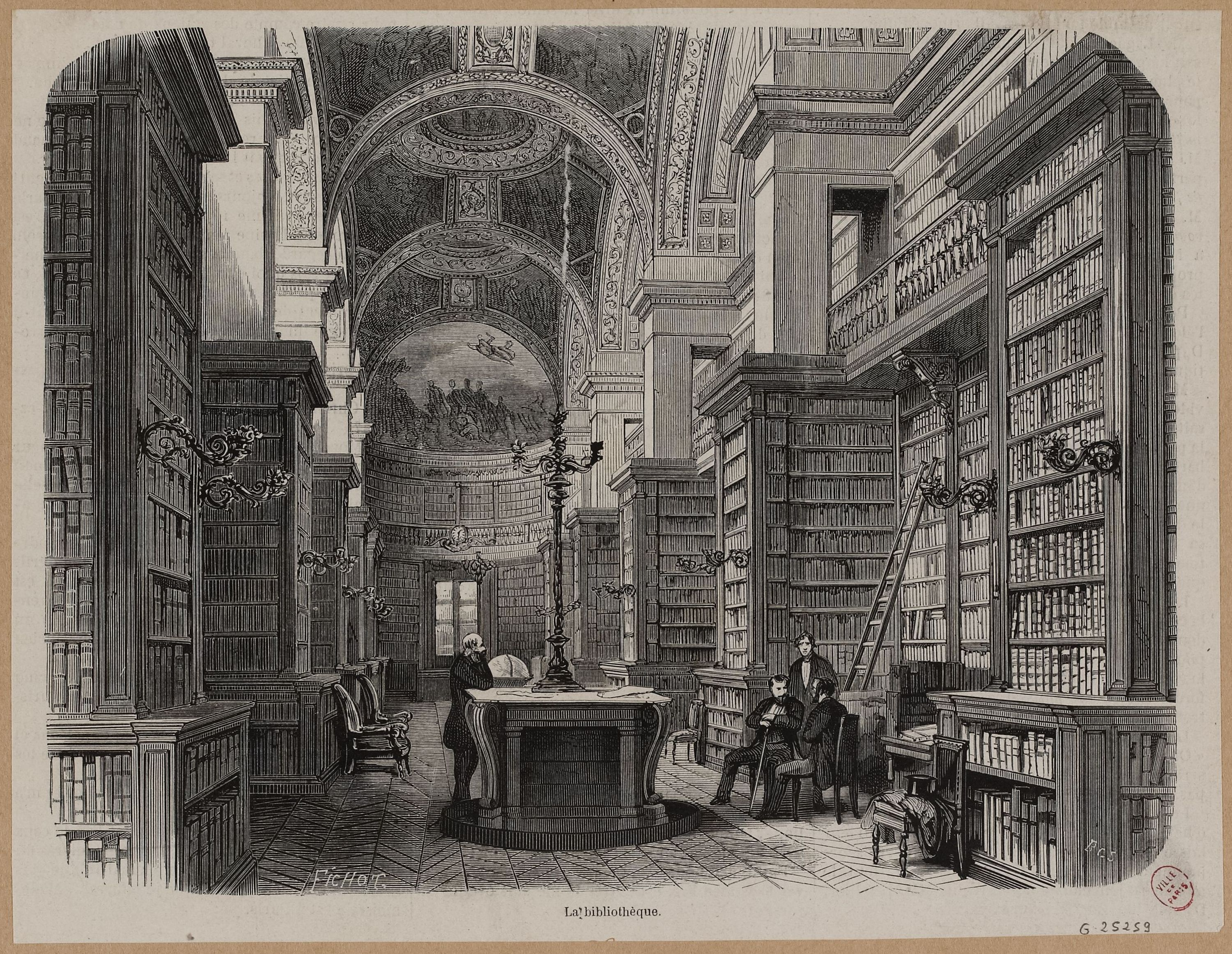
Bibliothèque au XIXe siècle.

### Origines de la bibliothèque
Pendant des siècles, les plus importantes bibliothèques de France étaient privées et appartenaient à l'Église, à la royauté ou à la haute aristocratie. Avec la Révolution, les bibliothèques privées deviennent progressivement la propriété de la Nation. On sait, par exemple, que plusieurs collections et fonds d'archives, notamment ceux du clergé et des nobles émigrés, ont été saisis et placés dans des dépôts littéraires à Paris et en province.
Dès 1792, les représentants parlementaires cherchent à conserver les archives des textes législatifs et des travaux qu'ils ont eux-mêmes rédigés au fil des années révolutionnaires. Ils désirent également constituer une collection d'ouvrages de référence pour les assister dans leur fonction d'élus au sein d'une toute nouvelle démocratie. En 1794, une collection des meilleurs ouvrages liés aux travaux de l'Assemblée révolutionnaire est donc constituée par Comité d'instruction publique de la Convention. Celle-ci est réservée à l'usage des députés de l'Assemblée législative.
Armand Gaston Camus, député de Paris, est élu archiviste de la République, le 4 août 1789. Quelques années plus tard, la bibliothèque de l'Assemblée nationale est créée par la loi du 14 ventôse an IV (4 mars 1796) au palais national des Tuileries. Son fonds, qui compte alors 12 000 volumes, va rapidement s'accroître. Armand Gaston Camus est alors nommé à la direction de cette nouvelle bibliothèque. Il cumule donc deux fonctions : archiviste de la République et directeur de la bibliothèque du Corps législatif. Il démissionne de ses fonctions de bibliothécaire en 1804 après avoir refusé de déménager la bibliothèque au Palais Bourbon. Il est alors remplacé par son sous-bibliothécaire, Pierre-Paul Druon, qui occupera ce poste jusqu'en 1834, date du transfert de la bibliothèque dans les locaux actuels. Ces deux hommes vont enrichir les collections et le fonds de la bibliothèque de l'Assemblée nationale avec des pièces rares et précieuses. De 1804 à 1833, Pierre Paul Druon va, par exemple, enrichir le fonds de la bibliothèque avec 35 000 volumes.

### Incendies
Deux incendies se sont déclarés à la bibliothèque de l'Assemblée Nationale.
Le premier s'est produit le 25 août 1944 lors de la libération de Paris. Causé par la chute de quelques obus, il détruit 25 000 volumes des collections scientifiques. Les dégâts auraient pu être beaucoup plus importants. Heureusement, peu avant la Seconde Guerre mondiale, les trésors de la bibliothèque avaient été placés en lieu sûr.
Le deuxième incendie d'origine accidentelle a eu lieu dans la nuit du 25 mars 1961. Il a été suivi d'une puissante explosion due à une accumulation de gaz dans la salle des vestiaires. Les dégâts matériels sont importants dans le Palais Bourbon mais la bibliothèque et ses trésors ont été épargnés par les flammes. Seul son vestibule a été endommagé : le plafond vitré, deux grands tableaux et plusieurs statues ont été détruits.

### Vers une bibliothèque numérique
En 2009, la bibliothèque de l'Assemblée nationale et la Bibliothèque nationale de France ont engagé une coopération, la première devenant pôle associé de la BnF. L'accord prévoit l'informatisation des 25 volumes manuscrits du catalogue établis de 1789 à 1920 et la numérisation de documents rares dont son exemplaire du Roman de la Rose et le manuscrit autographe de la Nouvelle Héloïse de Jean-Jacques Rousseau.

## Collections
Nommé en 1793 bibliothécaire de la bibliothèque de l'assemblée nationale, l'Abbé  Grégoire, est le premier à occuper ce poste. Le fonds de la bibliothèque de l'Assemblée nationale est constitué initialement à partir des biens confisqués chez les aristocrates au cours de la Révolution et, par la suite, grâce à des dons de collectionneurs, des achats de pièces rares et des échanges de collections de textes législatifs avec des parlements étrangers. Aujourd'hui, seuls10 % des ouvrages sont alignés sur 18 km dans les rayonnages de la salle principale. 
Le fonds de la Bibliothèque comprend :
- près de 700 000 volumes en français, principalement de droit, de sciences politiques, d'histoire, d'économie et de sciences sociales[18] ;
- des thèses universitaires dans les mêmes domaines ;
- 368 périodiques ;
- des cédéroms documentaires et juridiques.

- environ deux mille manuscrits anciens dont une bible du IXe siècle ;
- quatre-vingts incunables datant du XVe siècle ;
- les minutes du procès de Jeanne d'Arc qui s'ouvre le 9 janvier 1431 ;
- le manuscrit des confessions de Jean-Jacques Rousseau ;
- le manuscrit autographe de La Marseillaise de Rouget de Lisle (1792) ;
- le serment du jeu de Paume du 20 juin 1789 ;
- le roman de la rose, un recueil de Poésies du Moyen Âge[19];
- une collection d'environ deux mille affiches révolutionnaires[20].

Parmi ses richesses, se trouvent la collection des bustes de parlementaires en terre cuite d'Honoré Daumier (les « célébrités du juste-milieu ») et le Codex Borbonicus, un codex aztèque du Mexique central acheté mile trois-cents francs-or par Pierre Paul Druon lors d'une vente aux enchères en 1826.Personne ne connaît la provenance exacte de ce trésor archéologique, interdit de sortie du territoire français depuis 1960. Long de 14 mètres, ce splendide calendrier conserve encore ses couleurs d'origine et illustre à merveille les figures et symboles sacrés d'un peuple méso-américain ayant vécu entre 1325 et 1521.
On y trouve aussi l'épée par laquelle le général Boulanger fut blessé en duel, le masque mortuaire de Mirabeau, le projet de Constitution de l'an I annoté par Robespierre, l...

## Plafond de Delacroix
Remarqué par le ministre Adolphe Thiers pour son tableau La barque de Dante exposé au Salon de 1822, le peintre du XIXe siècle, Eugène Delacroix, se voit confier la décoration de la bibliothèque du Palais Bourbon. Eugène Delacroix ne travaille pas seul sur ce chantier titanesque ; plusieurs collaborateurs l'aident à réaliser certains hémicycles et pendentifs. À la tête d'un autre projet ambitieux, la décoration du Palais du Luxembourg, le peintre mettra neuf ans pour achever son chef-d'œuvre: un édifice de quarante-deux mètres de long, dix mètres de large et de quinze mètres de haut. Le peintre y a incarné, en cinq coupoles et vingt pendentifs, la Science, la Philosophie, la Législation, la Théologie et la Poésie, représentées dans des scènes allégoriques chaudes en couleurs. Les cinq thématiques choisies pour les coupoles servaient autrefois à classer les livres ; elles sont complétées à chaque extrémité par deux culs-de-four représentant la Guerre et la Paix.
De gauche à droite depuis l'entrée :
| Photo | Description |
| ----- | --- |
|       | Cul-de-four de la Guerre : « Attila, suivi de ses hordes, foule aux pieds l'Italie et les Arts » |
|       | Coupole I : La Poésie - 1er pendentif : L'éducation d'Achille - 2e pendentif : Alexandre et les poèmes d'Homère - 3e pendentif : Hésiode et la Muse - 4e pendentif : Ovide chez les Barbares                                                                     |
|       | Coupole II : La Théologie - 1er pendentif : Adam et Ève - 2e pendentif : La Drachme du Tribut - 3e pendentif : La captivité de Babylone - 4e pendentif : Mort de Saint-Jean Baptiste                                                                             |
|       | Coupole III : La Législation et l'Éloquence - 1er pendentif : Cicéron accuse Verrès - 2e pendentif : Numa et Égérie - 3e pendentif : Démosthène harangue les flots de la mer - 4e pendentif : Lycurgue consulte la Pythie                                        |
|       | Coupole IV : L'Histoire et la Philosophie - 1er pendentif : Sénèque se fait ouvrir les veines - 2e pendentif : Hérodote interroge la tradition des Mages - 3e pendentif : Socrate et son démon - 4e pendentif : Les bergers chaldéens inventeurs de l'astronomie |
|       | Coupole V : La Science - 1er pendentif : Hippocrate refuse les présents du roi de Perse - 2e pendentif : Mort de Pline l'Ancien - 3e pendentif : Archimède tué par le soldat - 4e pendentif : Aristote décrit les animaux que lui envoie Alexandre               |
|       | Cul-de-four de la Paix : « Orphée vient policer les Grecs encore sauvages et leur enseigner les Arts de la Paix » |

## Expositions
- 1971 : Frédéric Passy, à l'occasion de la 59e Conférence interparlementaire (1er novembre - 10 septembre 1971).
- 1977 : La Francophonie (1er - 13 juillet 1977).
- 1978 : L'Assemblée nationale et le citoyen de Genève, à l'occasion du bicentenaire de la mort de Jean-Jacques Rousseau (décembre 1978 - janvier 1979).
- 1988 : Collections de la Bibliothèque (octobre 1988).
- 1994 : Georges Pompidou, à l'occasion du 20e anniversaire de sa mort (avril 1994).
- 1994 : Pierre Mendès France (juin - juillet 1994).
- 1996 : André Malraux et le Parlement.
- 1996 : Les départements d'outre-mer : célébration du cinquantenaire, 350 ans d'histoire commune.
- 1997 : Michel Debré (novembre 1997).